# بريان أوسوليفان
بريان أوسوليفان (بالإنجليزية: Bryan O'Sullivan)‏ هو لاعب قذف أيرلندي، ولد في 24 يناير 1988 في Kilmallock ‏ في جمهورية أيرلندا.